# Üst
Üst è il terzo album studio degli Üstmamò, pubblicato nel 1996 dall'etichetta Virgin.

## Il disco
Non viene abbandonata la collaborazione con Giovanni Lindo Ferretti e Massimo Zamboni. Anche se l'album mostra sonorità anni '90, in alcuni testi il gruppo non dimentica le proprie tradizioni, come "Biguldun" ("Bighellone" nel dialetto dell'Appennino reggiano) e "Siamo i ribelli della montagna", un canto partigiano presente anche nella raccolta Materiale resistente.

## La copertina
La foto della Pietra di Bismantova circondata da cielo e mare, con in primo piano la scritta "Üst" accerchiata dal disegno di un serpente che si mangia la coda. Infine la scritta "Üstmamò" non impressa sul libretto del CD, ma come adesivo sull'esterno della confezione.

## Tracce
1. Cuore/Amore – 4:08
2. Baby Dull – 3:53
3. Memobox – 4:35
4. Canto del vuoto – 5:01
5. Indice di borsa – 3:55
6. Schermo Splendente – 6:53
7. Biguldun – 2:35
8. Onde sulle onde – 5:07
9. Piano con l'affetto – 5:17
10. Siamo i ribelli della montagna (versione "resistente") – 4:51

## Formazione
- Mara Redeghieri - voce
- Ezio Bonicelli - chitarra, violino, melodica e sintetizzatori
- Luca Alfonso Rossi - basso, banjo, batteria elettronica, programmazione e cori
- Simone Filippi - chitarra e cori

Turnisti:
- Marco Barberis - batteria